# Église Saint-Christophe de Champlitte-la-Ville
Pour les articles homonymes, voir Église Saint-Christophe et Saint-Christophe.
L'église Saint-Christophe est une église catholique située à Champlitte, en France.

## Localisation
L'église est située sur la commune de Champlitte, dans le département français de la Haute-Saône.

## Historique
L'édifice est inscrit au titre des monuments historiques en 1991.